# Sauðárkróksbraut
Die Sauðárkróksbraut  ist eine Hauptstraße im Nordwesten von Island.
Sie verbindet die Ringstraße  mit dem Ort Sauðárkrókur und führt weiter zum Siglufjarðarvegur .
In Varmahlíð biegt die Ringstraße  in Fahrtrichtung Akureyri nach Osten ab.
Weiter nach Norden führt die Sauðárkróksbraut und erreicht nach etwa 7 km den Ort Glaumbær mit seinem Torfhof-Museum.
Nach weiteren 19 km ist der Ort Sauðárkrókur erreicht.
Die Straße verläuft jetzt östlich des Ortes, durch den jetzt der Þverárfjallsvegur 73 und weiter nach Blönduós führt.
Die letzten 12 km verlaufen in östliche Richtung.
Als Erstes führt eine kurze Stichstraße zum Flughafen Sauðárkrókur, dann werden die beiden Mündungen Vesturós und Austurós der Héraðsvötn überquert.
Das Land dazwischen heißt Hegranes und ist über den Hegranesvegur  zu erreichen, der südlich der Straße 75 verläuft. 
Die Sauðárkróksbraut endet am Siglufjarðarvegur  und ist auf ganzer Länge asphaltiert.